# 荒地山
荒地山（あれちやま）は兵庫県芦屋市奥山にある標高549mの山。

## 概要
荒地山は、住吉川の谷（五助橋断層）と芦屋川の支流黒越谷を挟んで六甲山主稜線の南側に位置する山である。この五助橋断層南側の稜線には、西から打越山、七兵衛山、荒地山、ごろごろ岳、観音山などがある。
また、荒地山から南に伸びる稜線（馬の背）は鷹尾山（城山）につづいている。
荒地山は全山岩肌を露出した粗粒花崗岩で覆われていて、風化が進んでいる。露出した岩場はロッククライミングの名所としても知られている。
岩梯子（いわばしご）、新七右衛門嵓（しんしちえもんくら）、キャッスルウォール、ブラックフェース、サンデーモーニング スラブ、ビッグ ボルダー、ハンドジャム、プロペラ岩、黒岩など、著名な岩場にはそれぞれ名前が付けられており、ボルダリングやロッククライミングの名所となっている岩もある。

### 七右衛門嵓の伝説
かつて七右衛門（しちえもん）という純真な若者が居た。兄のように慕う友に裏切られたため、世をすねて荒んだ生活となった。そしてついには盗人となり、有馬へ向かう山越えの行商人を襲うようになった。荒地山には石の宝殿の権現が住んでいるという伝説があり、悪事を働くと荒地山に迷い込んで神罰を受けると信じられていた。ある日姿が見えなくなった七右衛門を探しに、村人が荒地山に登ったところ、岩穴で頭をくじかれて死んでいる七右衛門を発見した。この伝説により、荒地山にある洞門を七右衛門嵓と呼ぶようになったといわれている。
なお、1995年の阪神・淡路大震災で七右衛門の一部が崩れたため、現在の洞穴は新七右衛門嵓と呼ばれている。

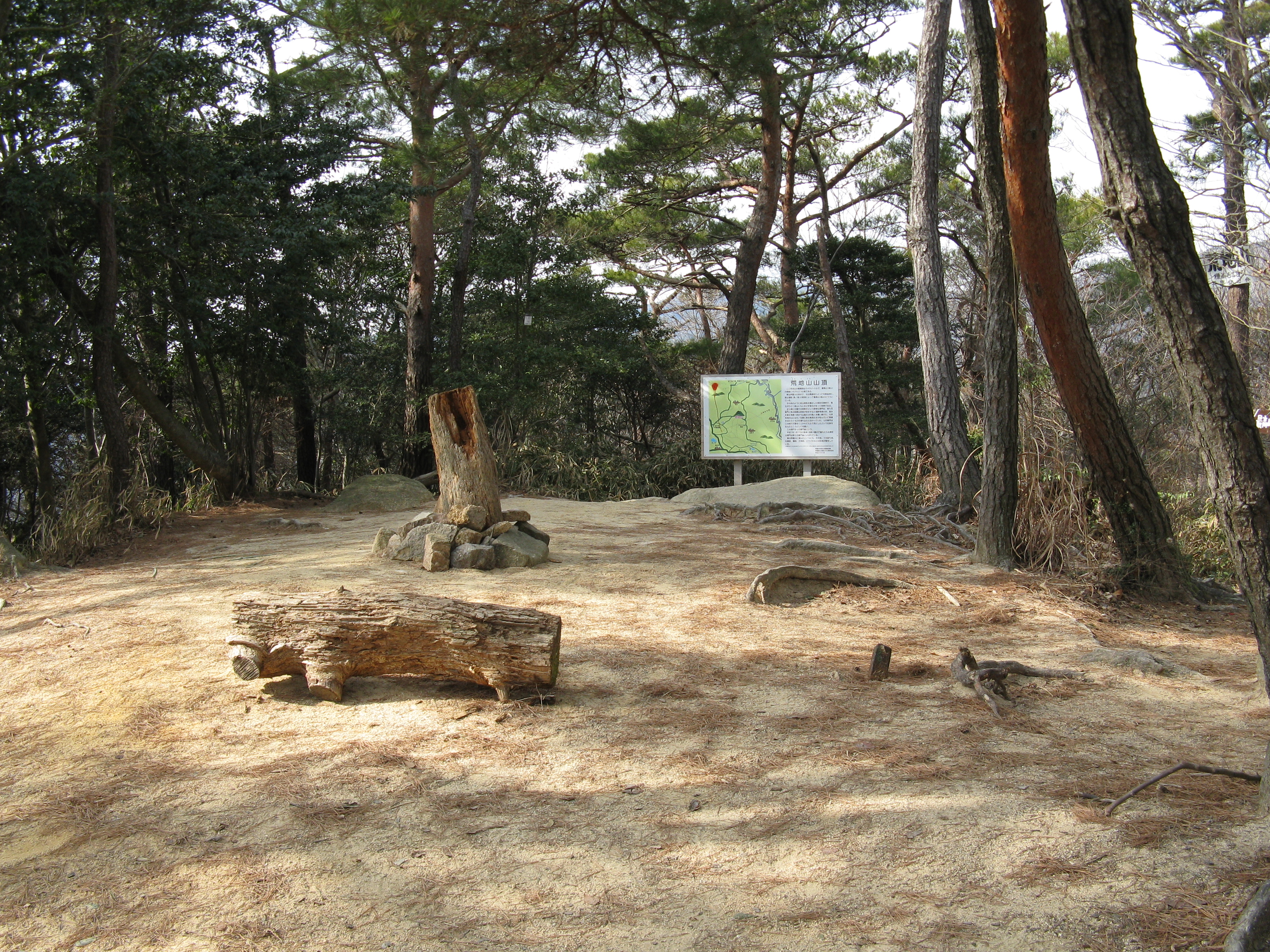
荒地山の山頂
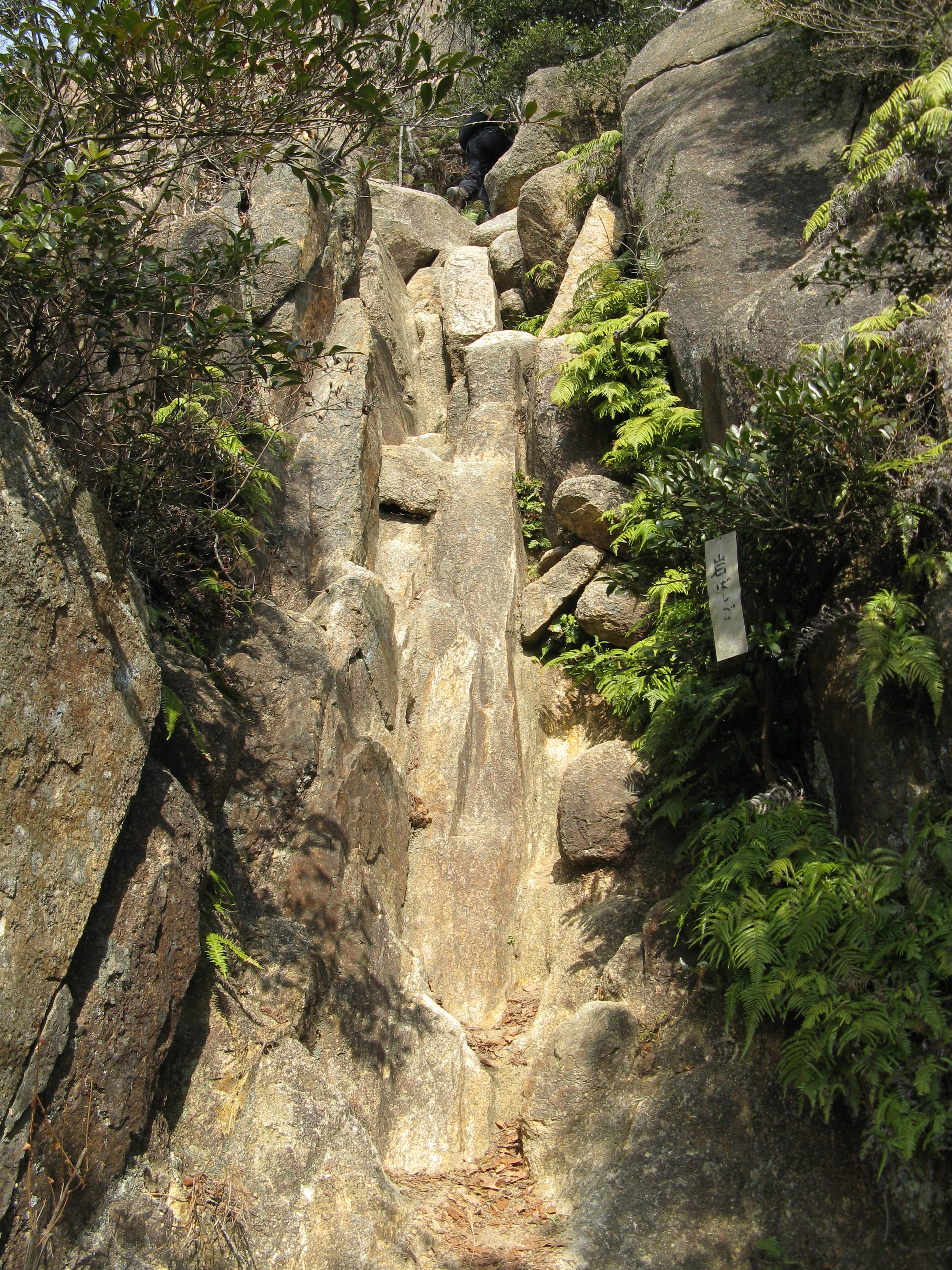
岩梯子（いわばしご）
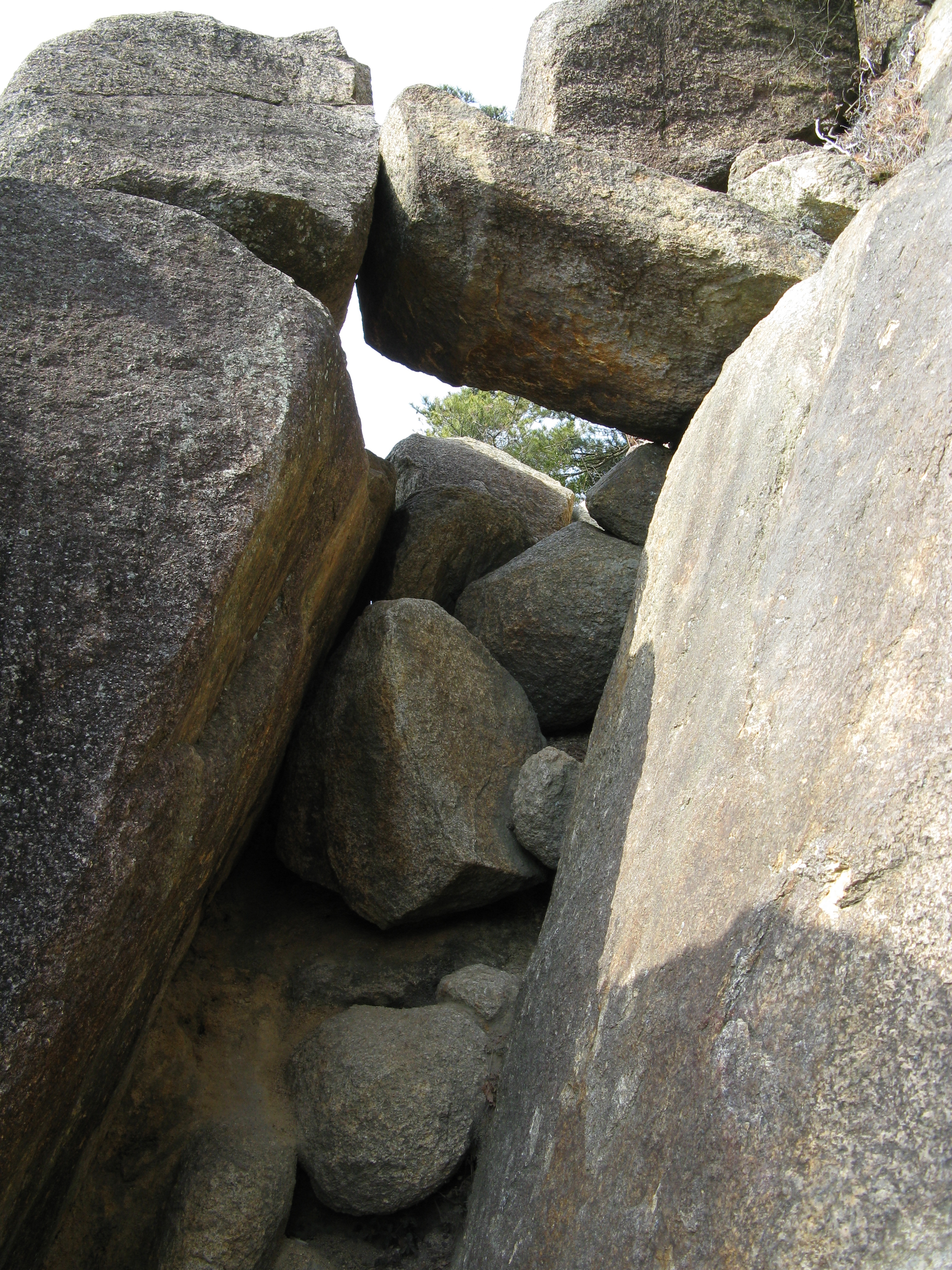
新七右衛門嵓（しんしちえもんくら）

## 登山道
主な登山道は、芦屋市山芦屋町の城山登山口より、鷹尾山・馬の背・岩梯子を経由して荒地山まで約1時間30分（登り）。芦屋ゲート バス停より荒地山まで約30分（登り）。魚屋道の横池分岐付近よりなかみ山を経由して荒地山まで約30分（登り）。
- 芦屋川駅 ー(25分)→ 山芦屋町 城山登山口 ー(25分)→ 鷹尾山 ー(60分)→ 荒地山
- 芦屋ゲート ー(30分)→ 荒地山
- 芦屋川駅 ー(40分)→ 高座の滝 ー(40分)→ 風吹岩 ー(20分)→ 魚屋道・荒地山分岐 ー(30分)→ 荒地山

これらの他に、高座の滝より高座谷を登り詰め、奥高座の滝を経由して荒地山を目指す経験者向きのコースもある。
※所要時間（標準コースタイム）は参考例